# فرانشيسكو بامبيانشي
فرانشيسكو بامبيانشي (بالإيطالية: Francesco Pambianchi)‏ (12 يناير 1989 بأوربينو في إيطاليا - ) هو لاعب كرة قدم إيطالي في مركز الدفاع. شارك مع منتخب إيطاليا تحت 16 سنة لكرة القدم ومنتخب إيطاليا تحت 17 سنة لكرة القدم ومنتخب إيطاليا تحت 18 سنة لكرة القدم ومنتخب إيطاليا تحت 19 سنة لكرة القدم ومنتخب إيطاليا تحت 20 سنة لكرة القدم. أما مع النوادي، فقد لعب مع نادي بارما ونادي سبال ونادي فوجيا ويو أس بركوليتزه 1932 ونادي غوبيو.

## روابط خارجية
- فرانشيسكو بامبيانشي على موقع قاعدة بيانات كرة القدم.إي يو (الإنجليزية)
- فرانشيسكو بامبيانشي على موقع Soccerway.com (الإنجليزية)